# Bunyip
Ten artykuł dotyczy stworzenia, którego istnienia nie potwierdza współczesna zoologia.
Bunyip (diabeł lub duch) – mityczne stworzenie wywodzące się z wierzeń australijskich Aborygenów. Nie ma jednego ustalonego wyglądu tego stworzenia, ale zazwyczaj przedstawiane było na aborygeńskich malowidłach z ogonem konia, płetwami i zębami morsa. Według legend bunyipy zamieszkują przeważnie bagna i rzeki. W nocy można rzekomo usłyszeć ich przerażające zawodzenie kiedy pożerają zwierzęta lub ludzi, którzy nieostrożnie podeszli zbyt blisko do ich kryjówki. Ich ulubionym pożywieniem według relacji miejscowych są kobiety. Podania te zwróciły uwagę kryptozoologów, uznających, że miały one podstawę w rzeczywistości. Zoologia uznaje jednak bunyipy za istoty legendarne.
W początkowym okresie kolonizacji Australii uważano, że bunyip jest prawdziwym, jeszcze nie opisanym zwierzęciem – relacje o nim były nie mniej zaskakujące od opisów innych zamieszkujących Australię zwierząt, takich jak na przykład dziobak. Obecnie część badaczy uważa, że źródłem aborygeńskich opowieści o bunyipach mogą być zwierzęta prehistoryczne, np. wymarłe około 50 000 lat temu diprotodony.

## Nazwa
Słowa bunyip nie można dokładnie przetłumaczyć z języka aborygeńskiego. Pierwotnie mogło ono oznaczać „diabeł”, „anioł” lub też nawet „bóg”. Kryptozoolog Bernard Heuvelmans podaje, iż być może wywieść je można od bunyil (lub pundjel), które wśród tubylców zamieszkujących stan Wiktoria oznacza boga. Wśród współczesnych Australijczyków stosowane na określenie „stracha”, istoty lub zjawiska uznawanego za straszne, niejasne i niebezpieczne. Jednak często używane jest dla nazwania czegoś fantastycznego bądź też śmiesznego.
Inne określenia stosowane w różnych rejonach Australii:
- banib[2], bunnyar[2], marghet[3] (Australia Zachodnia),
- bunyup[2], Burley beast[2], dongus[2], gauarge[3] (Nowa Południowa Walia),
- car-bunyah (region Channel Country, położony w większości w Queensland)[3],
- gu-ru-ngaty (Thurawal, Nowa Południowa Walia)[2],
- kajanprati, katenpai, kianpraty (Wiktoria)[2],
- kine praty, kinepràtia, kuddimudra, mirree-ulla (Wiradhuri, Nowa Południowa Walia)[2],
- mirriola (rzeka Barwon, Nowa Południowa Walia)[3],
- mochel, moolgewanke, munni munni (Queensland)[2],
- moo-roo-bul[3], toor-roo-don[2], tumbata[2] (Wiktoria),
- tunatpan, waa-wee, wangul (Australia Zachodnia)[2],
- too-roo-dun (dystrykt Westernport, Wiktoria)[3],
- wee-waa (miasto Narrandera w Nowej Południowej Walii)[3],
- wouwai (niedaleko jeziora Macquarie, Nowa Południowa Walia)[2]
- wowee, wauwai (rzeka Hunter, Nowa Południowa Walia)[3].

Słowo bahnyip pojawiło się po raz pierwszy w dzienniku Sydney Gazette w 1812. Użył go James Ives do opisu dużego, czarnego, ziemnowodnego stworzenia występującego w południowej Australii o strasznym głosie, siejącym terror pośród czarnych.
Słowo bunyip jest także używane w znaczeniu królik ze względu na podobieństwo fonetyczne ze słowem bunny. Obecnie określenie bunyip aristocracy stosowane jest w Australii na opisanie snobistycznych konserwatystów.

## Wygląd i tryb życia
Widywane przypuszczalnie przez świadków zwierzęta wodne, według ich opisów, podzielić można na dwie grupy: stworzenia przypominające psa lub fokę i zwierzęta mające długie szyje oraz niewielkie głowy. Te pierwsze są najczęściej opisywane jako długie na 1,2-1,8 metra, owłosione, porośnięte przez długą, ciemnobrązową lub czarną sierść. Według relacji bunyip tego rodzaju ma okrągłą głowę, przypominającą łeb buldoga, z wydatnymi kłami i wyraźnie widoczne uszy. Najczęściej brak u niego ogona, ma natomiast płetwy i długie wąsy. Z kolei drugi rodzaj bunyipów to rzekomo długoszyje stworzenia o rozmiarach wahających się od 1,5 do nawet 40 metrów. Mają one ponoć czarną lub brązową sierść, duże uszy i małe kły. Łeb przypomina koński lub należący do emu. Smukła szyja (czasem z grzywą), mierząca ok. 1 metra długości, z wieloma fałdami skórnymi. Ogon podobny do końskiego.
Tryb życia opisywany przez tubylców ziemnowodny, aktywny w nocy. Zamieszkuje rzeki, jeziora i starorzecza. Bunyipy mogą zdaniem Aborygenów pływać niezwykle szybko, przy wykorzystaniu płetw lub łap. Często słyszane, wydają bardzo głośne i groźne ryczące dźwięki. Żywią się rakami, choć część legend mówi o tym, że są krwiożercze i atakują również ludzi, szczególnie lubując się w mięsie kobiet i dzieci. Jaja składają rzekomo w gniazdach zbudowanych przez dziobaki.

## Relacje

### XIX wiek

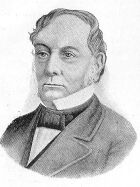
Hamilton Hume (1797-1873) – podróżnik i eksplorator, jako jeden z pierwszych donosił o dziwnym wodnym stworzeniu zamieszkującym jeziora australijskie

Buyip pojawia się w wielu opowieściach australijskich Aborygenów. Jednak również biali kolonizatorzy kontynentu mieli wielokrotnie spotykać niezidentyfikowane zwierzęta, które nazywali w ten sposób.

Jedno z najwcześniejszych doniesień pochodzi z 1801. Wówczas Charles Bailly opływał statkiem Géographe południowo-zachodnie wybrzeże Australii. Podczas jednej z wypraw na ląd, nagle podróżnicy usłyszeli nienaturalnie głośny ryk dochodzący z trzcin porastających brzegi rzeki Rzeki Łabędzia (Swan River). Przestraszeni kolonizatorzy uciekli, sądząc, że niedaleko czai się jakieś ogromne i niebezpieczne zwierzę. Wkrótce potem podróżnik Hamilton Hume (1797-1873) miał w jeziorze Bathurst obserwować stworzenie, które z wyglądu przypominało mu hipopotama lub krowę morską. Jego relacja odbiła się szerokim echem, zwracając uwagę pięciu uczonych z Towarzystwa Filozoficznego Australazji. Obiecali oni temu, kto dostarczy skórę, szkielet lub tylko czaszkę stworzenia, pokrycie wszelkich kosztów wyprawy myśliwskiej mającej na celu schwytanie bunyipa. Samemu Hume'owi nie udała się ta sztuka, ale z Australii wciąż napływały nowe doniesienia z rzekomych spotkań ze zwierzętami nazywanymi bunyip, głównie na południowym wschodzie kontynentu. W.H. Breton pisał, badając m.in. Lake George (Nowa Południowa Walia), że: 
„Podobno rodzaj foki, czy też, jak go tutaj nazywają, diabła, żyje w tutejszym jeziorze”.
Jednym z pierwszych białych, który twierdził, że widział bunyipa był William Buckley (1780-1856), skazaniec przewieziony do Australii, żyjący pośród Aborygenów w latach 1803-1835. Pisał on, że udało mu się spostrzec grzbiet legendarnego stworzenia, pokryty szarawymi piórami, wynurzający się z wody. Zgodnie z jego opisem, zwierzę miało być wielkości w pełni wyrośniętego cielaka, może większe.
W 1821 Edward Smith Hall (1786-1860, polityk, dziennikarz, późniejszy założyciel Banku Nowej Południowej Walii) miał obserwować w jeziorze Bathurst bunyipa o głowie przypominającej łeb buldoga. Natomiast w grudniu 1822 ta sama osoba rzekomo widziała inne stworzenie, tym razem o długiej szyi. Hall twierdził, że po kąpieli w jeziorze, kiedy schnął na brzegu, ujrzał w odległości 300 jardów czarną wydłużoną szyję z niewielkim łbem wynurzającą się z wody. Nieco później okazało się, że żaden z miejscowych Aborygenów pytany o dziwne stworzenie, nie chciał o nim rozmawiać, ani zobaczyć miejsca, w którym zostało ono zaobserwowane. Indagowani, przyznali w końcu, że potwór pożerał wcześniej ich dzieci.
Czasopismo Geelong Advertiser w lipcu 1845 zamieściło informację, że w stanie Wiktoria znaleziono nie skamieniałą kość będącą dawniej częścią stawu kolanowego zwierzęcia o niespotykanie dużych rozmiarach. Miał ją odnaleźć pewien Aborygen, który stwierdził następnie, że należała ona z pewnością do bunyipa. Tubylec sporządził nawet szkic zwierzęcia, przypominającego poruszającego się na tylnych łapach dinozaura z rodziny hadrozaurów. Ponadto, gdy kość została pokazana innym Aborygenom, ci niezależnie od siebie stwierdzili, że należała ona do bunyipa. Opowiedzieli oni następnie całą serię relacji mówiących o tym, że kilka znanych im osób zostało zabitych przez takie zwierzę. Bunyip z ich opowieści miał być stworzeniem ziemnowodnym, składać jaja i łączyć cechy ptaka i krokodyla. Jeden z tubylców o nazwisku Mumbowran, pokazał badaczom kilka głębokich ran na piersi. Twierdził, że to bunyip zranił go pazurami podczas walki, jaką stoczył z potworem.

Z 1846 pochodzi natomiast informacja o znalezieniu przez Atholla Fletchera fragmentu dziwnej czaszki na brzegu rzeki Murrumbidgee (Nowa Południowa Walia), która jest dopływem Murray. Miała 9 cali długości (ok. 22 cm) i cechowała się ona tym, że oczodoły były umiejscowione bardzo blisko górnej szczęki. Jako pierwszy zbadał ją James Grant, który orzekł, że jest ona czaszką zarodka nieznanego zwierzęcia. Wkrótce potem została ona zidentyfikowana przez Williama S. Macleaya z Sydney jako zdeformowany fragment szkieletu młodego konia. Innej identyfikacji dokonał profesor Richard Owen z Londynu, który (na podstawie rysunku) orzekł, że była to czaszka cielaka. Została ona przekazana Muzeum Australijskiemu w Sydney (gdzie przez dwa dni była wystawiona na widok publiczny), ale w tajemniczych okolicznościach zaginęła. Jak napisano później w Sydney Herald, wydarzenie to sprawiło, iż wielu mieszkańców Australii „przypomniało sobie” o swoich „obserwacjach” nieznanego wodnego zwierzęcia: 
„Niemal wszyscy nagle zaczęli twierdzić, że słyszeli <dziwne dźwięki> dochodzące nocą od strony laguny lub też widzieli <coś czarnego> w wodzie”.
 Rok później w ręce miejscowego gubernatora o nazwisku Latrobe trafiły rysunki wykonane przez tubylców, przedstawiające bunyipy. Były one o tyle ciekawe, że widniały na nich dwa rodzaje tych legendarnych stworzeń. Urzędnik odesłał je na Tasmanię, ale szkice również wkrótce potem zaginęły.

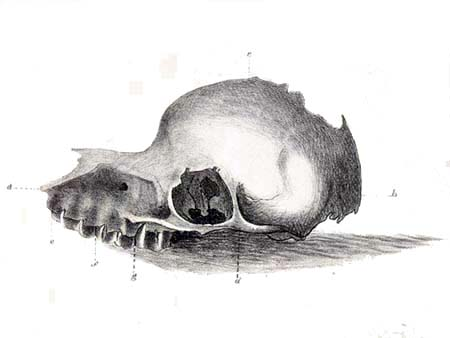
Rycina z 1847 roku przedstawiającą rzekomą czaszkę bunyipa, odnalezioną w 1846 na brzegu rzeki Murrumbidgee

Z 1847 roku pochodzi relacja dwóch młodych drwali, którzy twierdzili, że dostrzegli dziwne zwierzę. Ich relację spisał jeden z dziennikarzy Sydney Morning Herald: 
„Było tak duże, jak sześciomiesięczny cielak, było ciemnobrązowego koloru, miało długą szyję i długi, spiczasty łeb oraz dwa duże kły. Zaalarmowane zaczęło uciekać z dużą szybkością; przednia część ciała zwierzęcia była bardzo duża w porównaniu z tylną częścią, miało ono również duży ogon”.
W 1848 miała miejsce domniemana obserwacja bunyipa przez kilka osób. Według relacji, stworzenie pokazało się w rzece Eumeralla, niedaleko Port Fairy w stanie Wiktoria. Zgodnie z opisem, który został później zamieszczony w prasie, dziwaczne wodne zwierzę miało głowę podobną do kangurzej, długą, bujną grzywę i szeroki pysk. Dwa lata później, w 1850 geolog E.J. Dunn widział rzekomo kilka zwierząt pływających w rzece Murrumbidgee niedaleko Gundagai. W 1857 z kolei przyrodnik o nazwisku Stocqueler doniósł o obserwacji „słodkowodnych fok” w rzekach Goulburn i Murray (Nowa Południowa Walia). Dwa lata później bunyipa przypominającego psa widziano rzekomo w tasmańskim jeziorze Tiberias. Zgodnie z opisem Charlesa Headlama, miał on głowę buldoga i ok. 1,2 metra długości.

Temat stawał się coraz bardziej popularny, także w zagranicznych mediach. Np. w Rozmaitościach, będących dodatkiem do Gazety Lwowskiej, pisano w 1848: 
Cuda Australskiego królestwa źwierząt nie są jeszcze bynajmniej wyczerpane. Ma tam być jeszcze olbrzymi płaz, nazywany w języku krajowców Bunyip, który z postaci jest niejako pół ptakiem a pół aligatorem. Pływa jak żaba, a na lądzie chodzi na tylnych nogach, mając tak do 13 stóp wysokości. Jest uzbrojony pazurami, niesie duże jaja, a pokarmową zdobycz swoją przydusza ciężarem swego cielska. Jeden z krajowców pokazywał podawcy tej wiadomości ślady pazurów Bunyipa na swoich piersiach.
W kwietniu 1872 pasterz biwakujący niedaleko laguny Midgeon, miała zobaczyć dziwne, szybko płynące stworzenie, o wiele większe od retrivera, polryte lśniącą, czarną sierścią. Zwierzę nie miało ogona, ale wyposażone było w długie uszy.
Bunyip miał być widziany także w 1872 w słonym jeziorze Corangamite (Wiktoria). Stworzenie to podpłynęło tak blisko burty statku, że przerażeni widokiem stwora pasażerowie wpadli w panikę. Następstwem tego była ich ucieczka w przeciwnym kierunku i wywrócenie jednostki. Tym razem bunyip opisany został jako zwierzę wielkości psa myśliwskiego. Miał okrągłą głowę z bardzo małymi uszami. Podobne stworzenie miało być także widziane w jeziorze Burrumbeet koło Ballarat (stan Wiktoria). W tym samym roku trzech mężczyzn miało zauważyć stworzenie pływające w wodach laguny Midgeon (Nowa Południowa Walia). Ich relacja została zamieszczona w czasopiśmie Wagga Wagga Advertiser: 
„Było połowy długości zwykłego psa myśliwskiego; sierść pokrywająca całe jego ciało była czarna i lśniąca, bardzo długa, włosy unosiły się na powierzchni wody długie na około 5 cali, opadając swobodnie, gdy zwierzę wznosiło się i opadało płynąc. Nie mogłem dostrzec ogona, a włosy na głowie były zbyt długie i gęste by zauważyć jego oczy; uszy odznaczały się całkiem nieźle”.
W tym samym czasie doniesienia o kolejnych obserwacjach bunyipów zaczęły pojawiać się w coraz większej liczbie i dochodzić z różnych stron Australii. Stworzenie widziano rzekomo w lagunie niedaleko Narrandera (Nowa Południowa Walia), gdzie nazywane było wee-waa. Zgodnie opisem rzekomych świadków było mniejsze od wspomnianego już psa myśliwskiego, miało także długie, czarne owłosienie na całym ciele. Tymczasem w 1873 miano obserwować stworzenie podobne do foki w Dalby (stan Queensland). Zauważono jednocześnie, że posiadało ono ogon zakończony nierównomiernie rozdwojoną płetwą. Trzy lata później włochate stworzenie zostało zauważone w Crystal Brook (stan Australia Południowa). Wyznaczono nawet nagrodę dla osoby, która schwyta niezwykłe zwierzę. Nikomu jednak nie udała się ta sztuka.
Z 1886 pochodzi natomiast opowieść hodowców koni, którzy widzieli wówczas ponoć zwierzę wodne białawego koloru. Pływało ono rzekomo w rzece Molonglo, przepływającej przez Australijskie Terytorium Stołeczne. W 1890 bunyip o białym futrze miał zostać postrzelony w Nowej Południowej Walii. Zranione zwierzę schroniło się w wodzie i wydawało groźne, głośne dźwięki. W tym samym roku zoo w Melbourne zorganizowało wyprawę, której celem było schwytanie nieznanego nauce zwierzęcia, podobno obserwowanego niedaleko miasta Euroa (stan Wiktoria). Zakończyła się ona niepowodzeniem.

### XX wiek

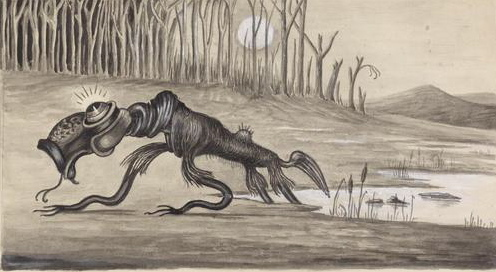
Podobizna bunyipa z 1935

20 kwietnia 1913 Oscar Davies i W. Harrison mieli ujrzeć na zachodnim brzegu Tasmanii dziwne zwierzę wodne. Mężczyźni opisali je jako mające ok. 5 metrów długości i 1,2 metra wysokości, z małą głową i długą szyją. Stworzenie pokryte było brązowym futrem, miało cztery nogi i poruszało się z dużą prędkością, zostawiając ślady długości 22 centymetrów.
8 września 1949 L. Keegan wraz z żoną ujrzeli rzekomo dziwne zwierzę pływające w sztucznym zbiorniku Lauriston (stan Wiktoria). Zgodnie z przedstawionym przez nich opisem, bunyip ten miał ok. 1,2 metra długości i charakterystyczne, włochate uszy. Obydwoje twierdzili, że stworzenie używało ich, podobnie jak płetw, do osiągnięcia w wodzie bardzo dużej prędkości.
W latach 60. XX wieku Jack Mitchell zebrał wiele opowieści Aborygenów, farmerów i turystów, którzy mieli obserwować bunyipy w rzece Macquarie, pomiędzy Wellington i Warren (Nowa Południowa Walia). Mniej więcej z tego samego okresu (1965) pochodzi relacja mówiąca o zagadkowym ryczącym zwierzęciu, rozbryzgującym błoto na brzegu rzeki Narang.

## Wyjaśnienia

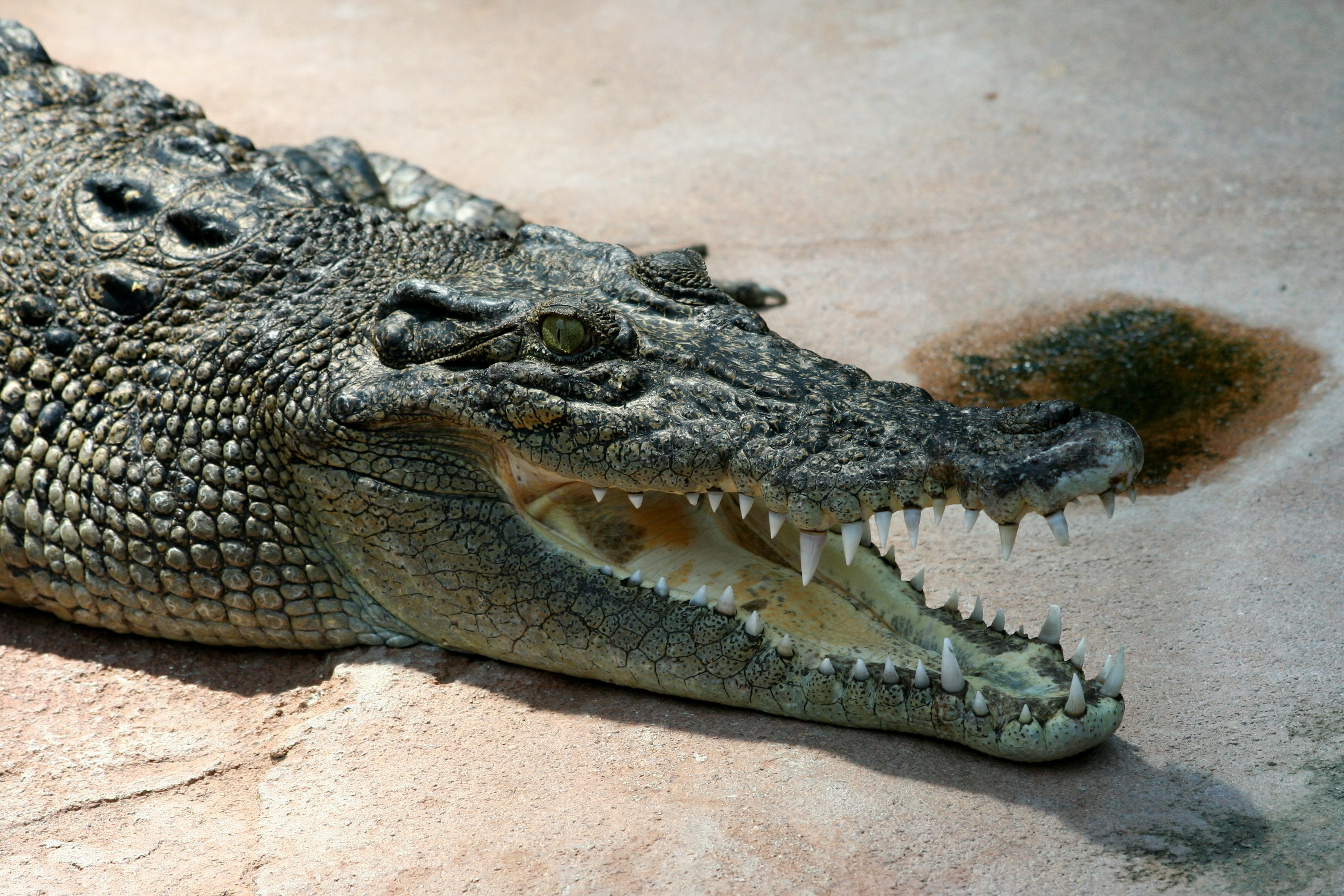
Krokodyl różańcowy (Crocodylus porosus)

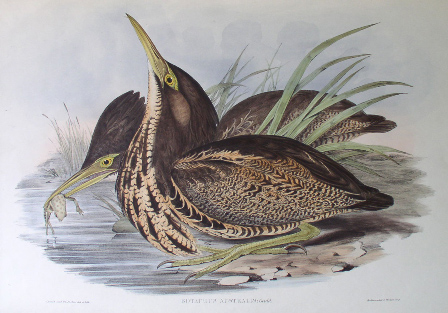
Bąk australijski (Botaurus poiciloptilus)

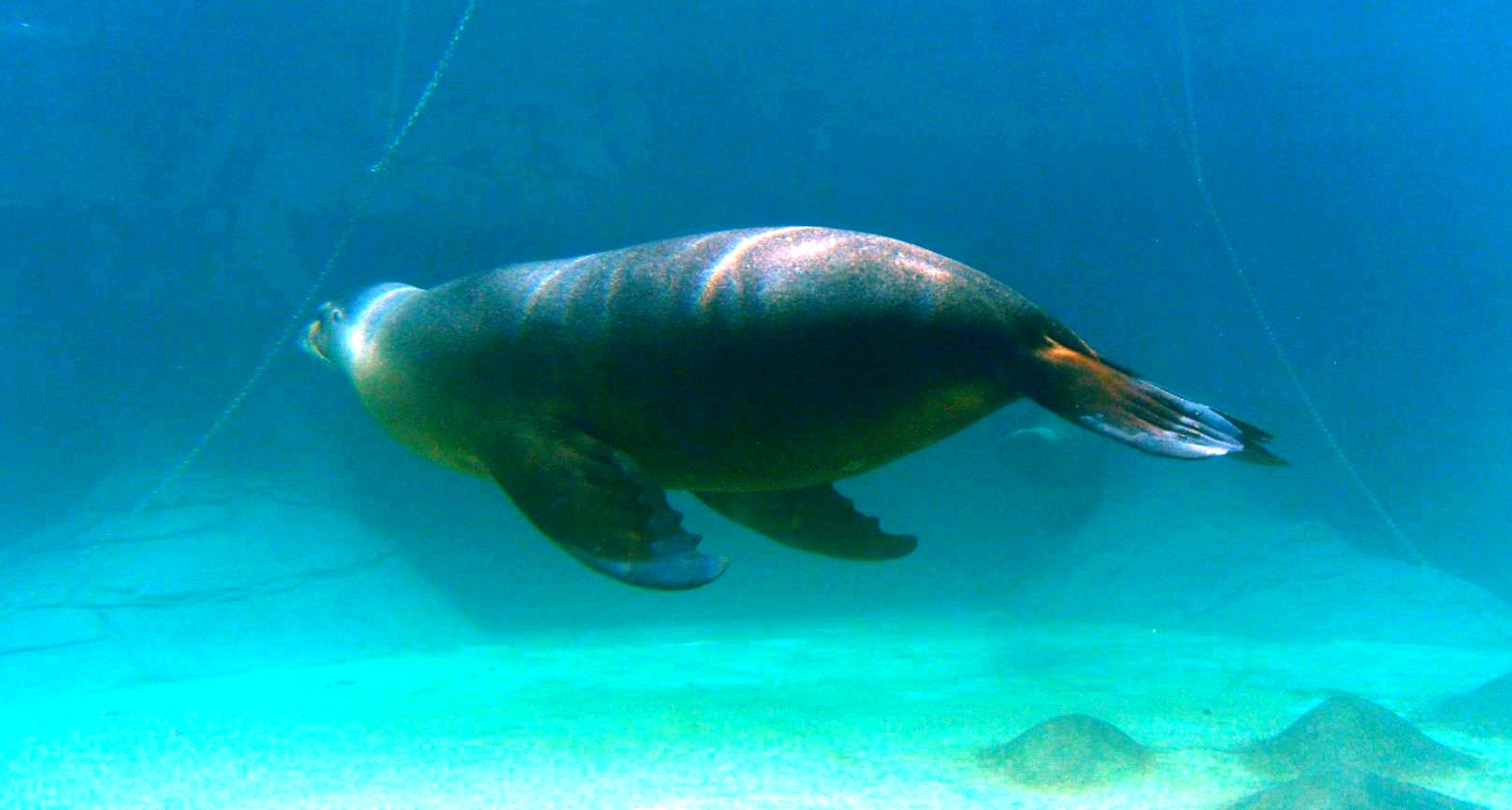
Australijska uchatka karłowata (Arctocephalus pusillus)

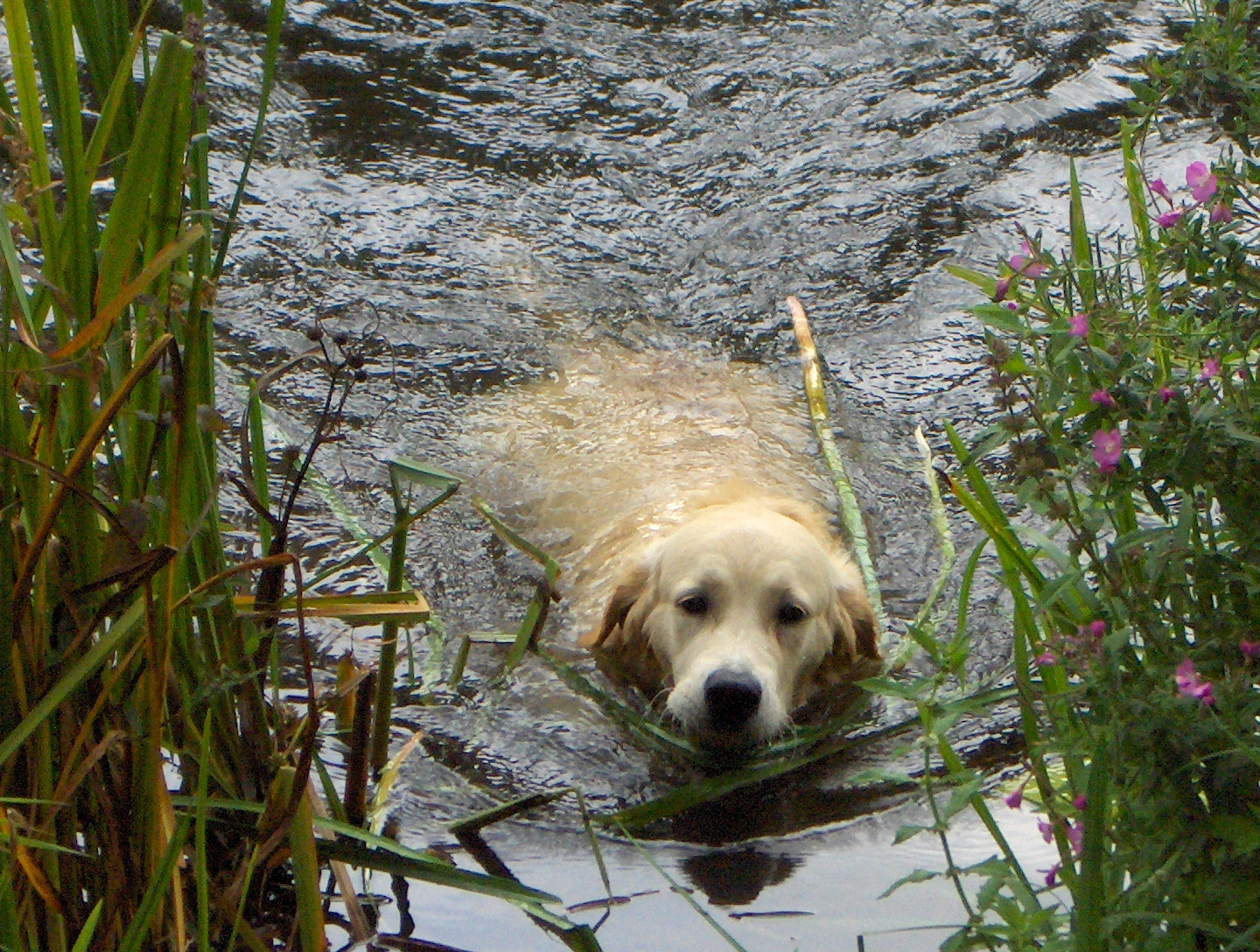
Płynący pies

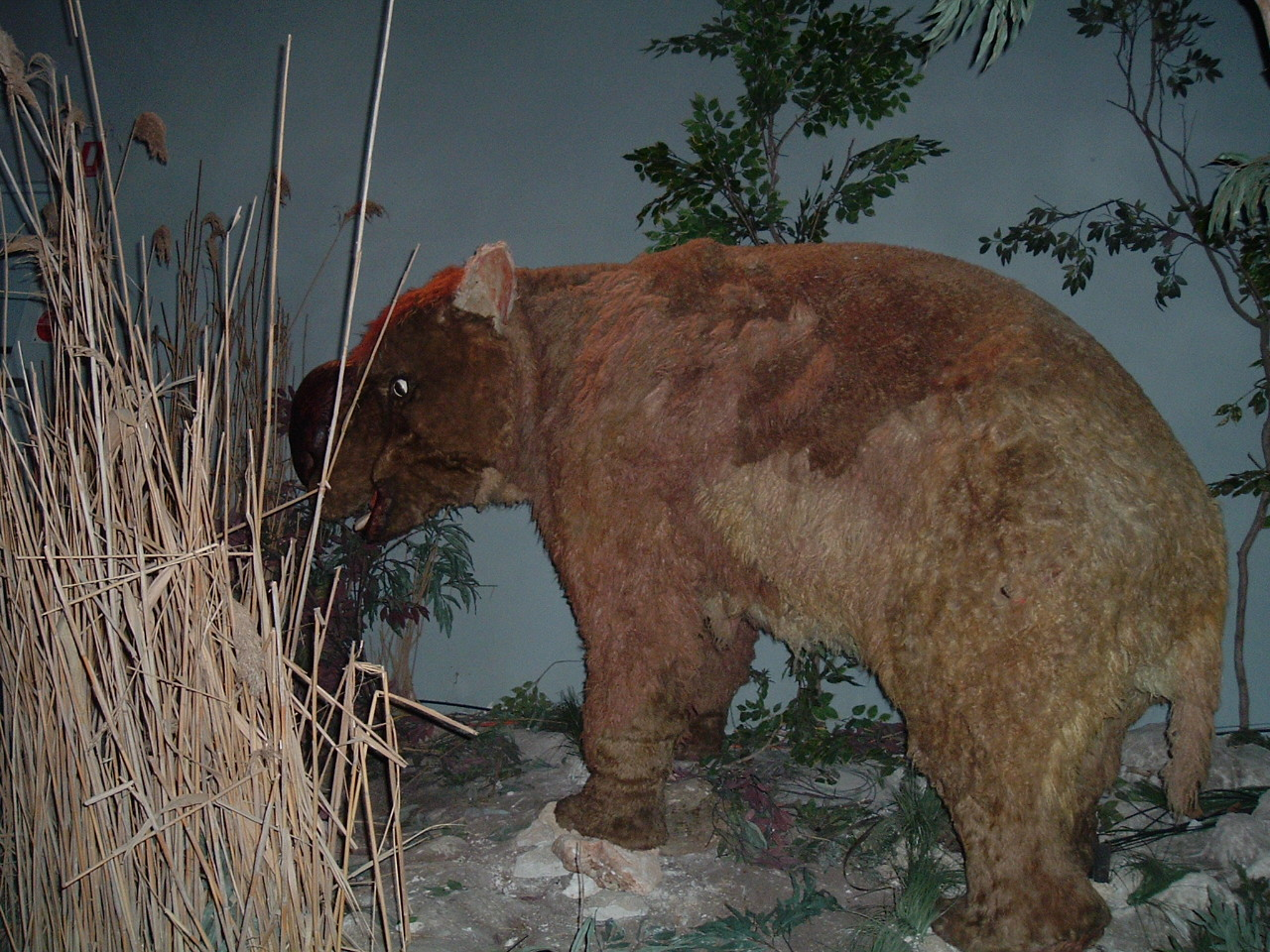
Rekonstrukcja Diprotodon australis, australijskie muzeum Wonambi Fossil Centre

### Ryby
Ekstremalnie duże egzemplarze ryb mogły być brane za tajemnicze i groźne zwierzęta wodne, nieznane nauce. Za takowy mogłby zostać uznany np. duży okaz ryby Maccullochella peelii peelii. Dorasta ona nawet do 1,5 metra długości.

### Gady
Słonowodny krokodyl różańcowy (Crocodylus porosus), największy żyjący gad, jest spotykany w północnej Australii. Mógł więc być znany Aborygenom z południa kontynentu w czasach przedkolonialnych, stając się źródłem opowieści i legend o bunyipach. Krokodyl różańcowy dorasta nawet do 7 metrów długości, choć istnieją niepotwierdzone relacje mówiące o zwierzętach mierzących ponad 8 metrów długości.

### Ptaki
Pewien gatunek sowy – sowica szczekliwa (Ninox connivens), znany z wydawania bardzo głośnych odgłosów, również jest uważany za jedno ze źródeł powstania części legend o groźnych stworzeniach zamieszkujących rzeki, jeziora i starorzecza Australii. Charakterystyczne jest to, że zawołania tego ptaka przypominają krzyki kobiety lub dziecka. Również inne gatunki, takie jak bąki (Botaurus poiciloptilus) czy wchodzące w skład bekasowatych ptaki z rodziny Numenius mogą wydawać mrożące krew w żyłach dźwięki, które mogły być przypisywane rzekomym bunyipom. Należy jednak zauważyć, że pomyłka taka nie mogła raczej przydarzyć się Aborygenom, od tysięcy lata zamieszkującym Australię i znającym doskonale faunę zamieszkującą ten kontynent.
Jedno z doniesień o obserwacji bunyipa w Sydney z 1960 okazało się dostrzeżeniem nietypowego zachowania południowoaustralijskiej kaczki bisiorki (Biziura lobata).

### Ssaki
Odgłosy wydawane przez oposy lub koala mogą być wzięte za dźwięki pochodzące od bunyipów, wiele osób jest zdziwionych, gdy dowiadują się, że te stosunkowo niewielkie zwierzęta mogą wydawać aż tak głośne dźwięki.
Jedno z najbardziej rozpowszechnionych wyjaśnień zagadki istnienia bunyipów dotyczy jego obserwacji w rzekach Murray i Darling. Południowoaustralijskie foki (Arctocephalus pusillus) znane są z tego, że często zdarza im się wpływać w koryta tych rzek w czasie przypływów i powodzi. Czasem, gdy woda już opadnie, zwierzęta te zmuszone są pozostać w słodkich wodach, trafiając do swoistej naturalnej pułapki. Odnotowano kilkadziesiąt takich przypadków, zabito m.in. wiele fok w wodach na północ od Canberry, czyli tam, skąd pochodziło wiele doniesień o rzekomych obserwacjach bunyipów.
„W kręgu podejrzeń” pozostają także australijskie lwy morskie (Neophoca cinerea) i słonie morskie (Mirounga leonina).
Pod uwagę brane jest również bardzo banalne wyjaśnienie rzekomej zagadki bunyipa – za zagadkowe, nieznane zwierzę wodne w wielu przypadkach mógł zostać uznany płynący pies.

### Wymarłe gatunki
Pomimo tego, że nie zachowały się żadne fizyczne dowody na istnienie bunyipów, część kryptozoologów sugeruje, że opowieści o tych stworach mogą być „wspomnieniami” Aborygenów o diprotodonach lub innych wymarłych zwierzętach, które zniknęły z powierzchni ziemi ok. 40 tys. lat temu . Innym kandydatem na wyjaśnienie tej zagadki może być wymarły torbacz Palorchestes lub kopalny rodzaj ogromnego kangura, Procoptodon. Stworzenie to miało okrągły pysk i potrafiło wznosić łapy ponad głowę. Takie zwierzę mogło zostać wzięte – zwłaszcza po zmroku lub o świcie – za dwunożną, humanoidalną istotę. Zauważyć jednak trzeba, że żadne z tych zwierząt nie prowadziło ziemnowodnego trybu życia, jak czyni to według doniesień bunyip.

### Ludzka psychika
Kolejne fale doniesień o rzekomych spotkaniach z różnymi „stworami” tłumaczone są często jako ataki zbiorowej histerii (mogącej powodować m.in. chwilowe załamanie prawidłowego postrzegania rzeczywistości), omamy wzrokowe, lub przypadki pareidolii. Carl Sagan w swojej książce tłumaczącej większość relacji o spotkaniach z UFO i inne rzekomo niewyjaśnione wydarzenia, procesami zachodzącymi w ludzkich głowach, pisał: 
„(...) wielokrotnie wykazano, że u 10 do 25 procent prawidłowo funkcjonujących osób co najmniej raz w okresie ich życia występowały rzeczywiste omamy (halucynacje) – słyszą głos, którego nie ma, lub widzą nieistniejące przedmioty. Rzadziej występują takie omamy, jak odczuwanie dziwnych zapachów, słyszenie muzyki lub otrzymywanie informacji w sposób niezależny od zmysłów”.
Inne możliwe wytłumaczenie rzekomych obserwacji bunyipów, odnoszące się do ludzkiej psychiki, posługuje się pojęciem pareidolii. Zasadza się ona na naturalnym dążeniu człowieka do odnajdywania znajomych sygnałów w całkowicie przypadkowych bodźcach. Na tej podstawie można zakładać, że osoby, które przybywały w okolicy rzekomo zamieszkanej przez bunyipa, pragnąc ujrzeć nieznane, groźne zwierzę, w taki sposób interpretowały widok całkowicie naturalnego przedmiotu (np. gałęzi drzewa), zjawiska (np. fala) lub zwierzęcia (np. płynącego psa).
Inna teoria wyjaśnia część obserwacji pochodzących z lat 20. i 30. XX wieku. W tym czasie, na skutek kryzysów gospodarczych, wiele osób z dnia na dzień traciło majątki lub popadało w ogromne długi. Zdarzało się, że ludzie tacy uciekali przed wierzycielami lub policją w odległe zakątki Australii, ukrywając się tam następnie nierzadko przez bardzo długi czas. Osoby te jednocześnie żyły w strachu przed odkryciem ich kryjówek, stąd w przypadku usłyszenia np. tętentu kopyt konia nadjeżdżającego jeźdźca, chowali się np. w przybrzeżnych płytkich i błotnistych wodach rzek i jezior, oddychając przez słomkę lub wydrążony róg. Legendy o bunyipach mogły powstać w wyniku obserwacji takich uciekinierów, opuszczających swoje błotniste kryjówki, gdy zagrożenie odkrycia minęło.

## Bunyip w popkulturze
Bunyip jest do dziś atrakcyjnym motywem, postacią pojawiającą się w wielu utworach literackich, filmach, bajkach dla dzieci, itd.
- The Bunyip to tytuł lokalnej gazety wychodzącej w Gawler (Australia Południowa). Pierwszy numer został wydany w 1863 przez Gawler Humbug Society – nazwa ta została wybrana, ponieważ „Bunyip to prawdziwy rodzaj australijskiego humbuga!”[22].
- „The Bunyip of Berkeley's Creek (Bunyip z Berkeley's Creek)” jest popularną australijską książką z obrazkami dla dzieci. Występujący w niej stwór szuka odpowiedzi na nurtujące go pytanie: „Jak wyglądają bunyipy?”, zadaje je więc wszystkim, których napotyka na swej drodze[23].
- Opowieść o bunyipie wchodzi w skład klasycznego zbioru bajek Andrew Langa, pt. The Brown Fairy Book z 1904.
- W latach 50. i 60. XX wieku, Bertie the Bunyip (Bertie Bunyip) był telewizyjnym show dla dzieci, stworzonym w Filadelfii w USA przez Australijczyka, Lee Dextera[24].
- Popularna nowozelandzka grupa muzyczna grająca muzykę reggae, działająca w latach 1998-2003 nosiła nazwę „Bunyip”.
- Wyobrażenia bunyipa pojawiające się poza Australią, często nie mają wiele wspólnego z tradycyjnym jego przedstawieniem spotykanym na tym kontynencie. Nazwa ta została nadana potworom pojawiającym się w grach video, takich jak Ty The Tasmanian Tiger, w grach na PlayStation i Playstation 2: Chrono Cross, Final Fantasy X oraz Culdcept, popularnej grze MMORPG Runescape i w wielu innych. W RPG Wilkołak: Apokalipsa Bunyip to wymarłe plemię australijskich wilkołaków.
- W popularnym amerykańskim serialu animowanym South Park, Bóg przedstawiony jest jako bunyip.
- W komiksie Dona Rosy pt. Życie i czasy Sknerusa McKwacza, w rozdziale pt. Gość krainy snów jedna z postaci opowiada legendę o Bunyipie.